# Whittier, Kalifornien
Whittier är en stad i södra Kalifornien med drygt 83 000 invånare.

## Historia
År 1987 drabbades stadens historiska byggnader hårt av en jordbävning vars epicentrum var 10 km från Whittier. 